# Duriavenator
Duriavenator is een geslacht van theropode dinosauriërs, behorend tot de groep van de Tetanurae, dat tijdens het middelste Jura leefde in het gebied van het huidige Engeland. De enige benoemde soort binnen het geslacht is Duriavenator hesperis.

## Vondst en naamgeving
In het voorjaar van 1882 vond een kennis van aannemer Edward Cleminshaw bij een bouwproject bij Redhole Lane te Sherborne, een mijl ten noorden van de abdij, schedelresten in stenen afkomstig uit een steengroeve gelegen aan de achterzijde van de huizenrij van Cold Harbour Road te Greenhill. De stenen werden steeds in de tuinen voorlopig opgeslagen en Cleminshaw verwijderde hierna zorgvuldig alle fossielhoudende brokken. In 1883 werden de fossielen door de gezaghebbende paleontoloog Richard Owen toegewezen aan de typesoort van Megalosaurus, Megalosaurus bucklandii, door hem toen gespeld als Megalosaurus bucklandi. Omdat van Megalosaurus weinig schedelmateriaal bekend was, gebruikte Owen de vondst om zijn beeld van de kop van Megalosaurus aan te vullen.

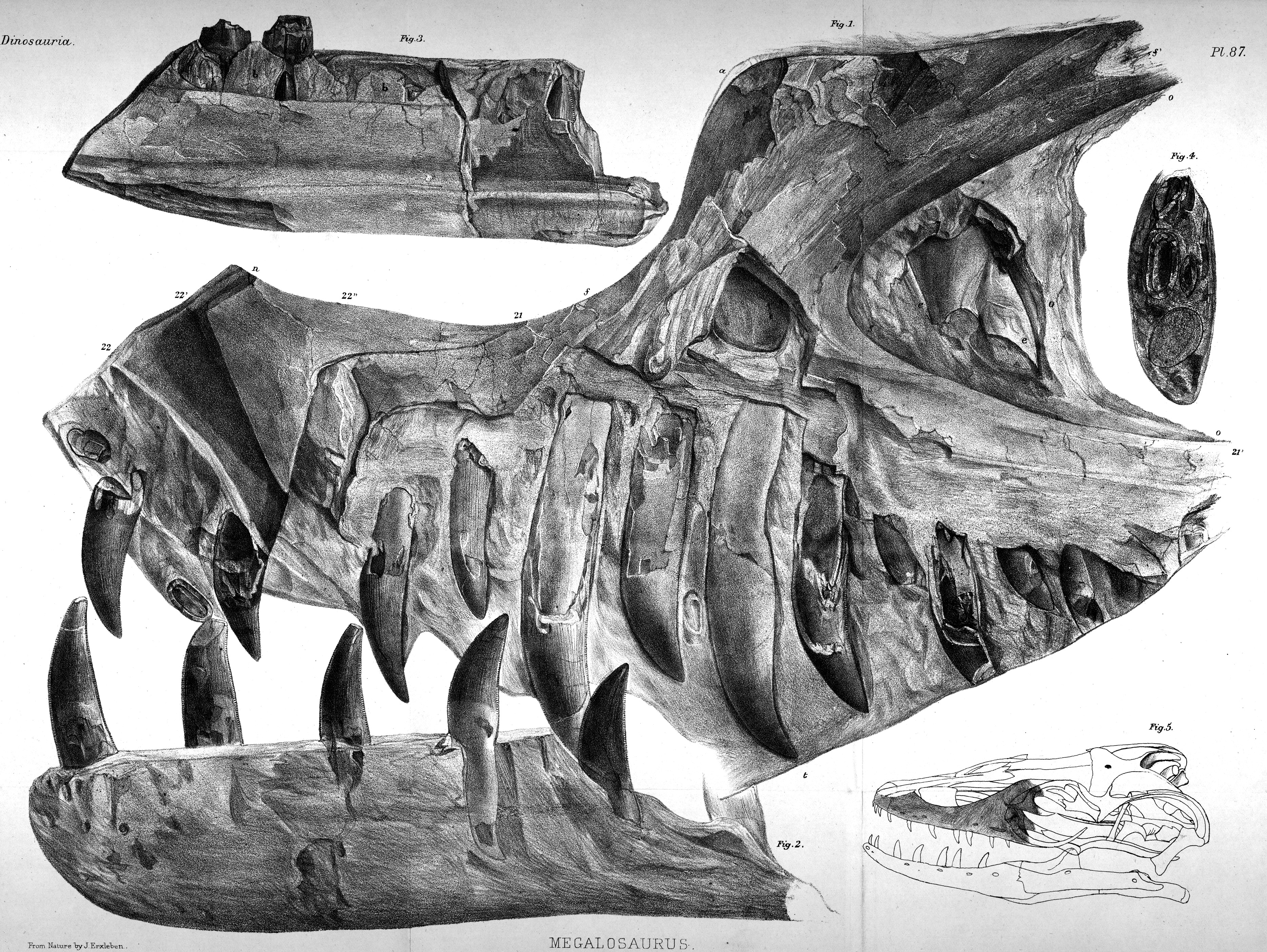
BNMH R. 332

De toewijzing aan Megalosaurus werd daarna algemeen aanvaard maar in 1964 stelde Alick Donald Walker dat vanwege het grotere aantal maxillaire tanden een soortonderscheid met M. bucklandii gerechtvaardigd was. In zes van de negen geanalyseerde kenmerken kwam het fossiel desalniettemin overeen met Megalosaurus bucklandii, wat Walker voldoende achtte om het in het geslacht Megalosaurus te blijven plaatsen. Heel veel fossielen die in de negentiende eeuw aan Megalosaurus waren toegeschreven — dat toen als een algemene naam voor allerlei uiteenlopende theropoden gebruikt werd — hadden al een eigen geslachtsnaam gekregen, maar deze vorm was duidelijk aan Megalosaurus verwant, kwam uit hetzelfde gebied en was qua tijd niet extreem afwijkend, zodat Walker zich tot een nieuwe soortaanduiding meende te moeten beperken. Die soort benoemde hij echter niet.
In 1974 benoemde Michael Waldman in nauwe samenwerking met Walker het taxon een nieuwe soort van het geslacht Megalosaurus: Megalosaurus hesperis. De soortaanduiding, "westelijk" in het Latijn, verwijst naar Hesperia, het westelijke Eiland der Gelukzaligen uit de Griekse mythologie dat door de Britten graag met Groot-Brittannië vereenzelvigd werd, maar mede naar West Dorset. Het Latijn is weer afgeleid van het Oudgrieks Ἑσπερίς. Waldman dacht ten onrechte dat het "hesperos" was. Waldman liet de vondsten verder prepareren.
Het fossiel, holotype BNMH R. 332, is gevonden in een laag, de freestone genoemd, van de Upper Inferior Oolite die dateert uit het late Bajocien, ongeveer 168 miljoen jaar oud. Het bestaat uit delen van de onderkant van een schedel en de onderkaken van een theropode: de premaxillae, beide dentaria plus een losse tand, een rechtermaxilla, de vomer en een rechter os surangulare. Het meeste materiaal bevindt zich op een hoofdblok; enkele andere steenblokken tonen kleinere stukken bot. Die blokken zijn van het hoofdblok afgespleten zodat het bovenkaaksbeen in de lengterichting in tweeën gekapt werd.
Gedurende de jaren negentig werd het echter door exact kladistisch onderzoek duidelijk dat M. hesperis en M. bucklandii geen zustertaxa waren noch unieke kenmerken deelden: andere geslachten waren vermoedelijk nauwer aan M. bucklandii verwant. Het handhaven van de naam M. hesperis zou het geslacht Megalosaurus dus parafyletisch maken, wat in die tijd als onacceptabel beschouwd begon te worden. In 2004 duidde het standaardwerk The Dinosauria het fossiel aan als een unnamed tetanuran: men verwierp dus de naam M. hesperis in de stellige verwachting dat de soort hernoemd zou worden. De schrijver van het betreffende hoofdstuk, Thomas Holtz, achtte het echter vanwege het fragmentarische karakter onmogelijk om tot een nauwere bepaling van de verwantschap te komen; in 2000 concludeerde hij dat de soort basaler was dan Afrovenator.

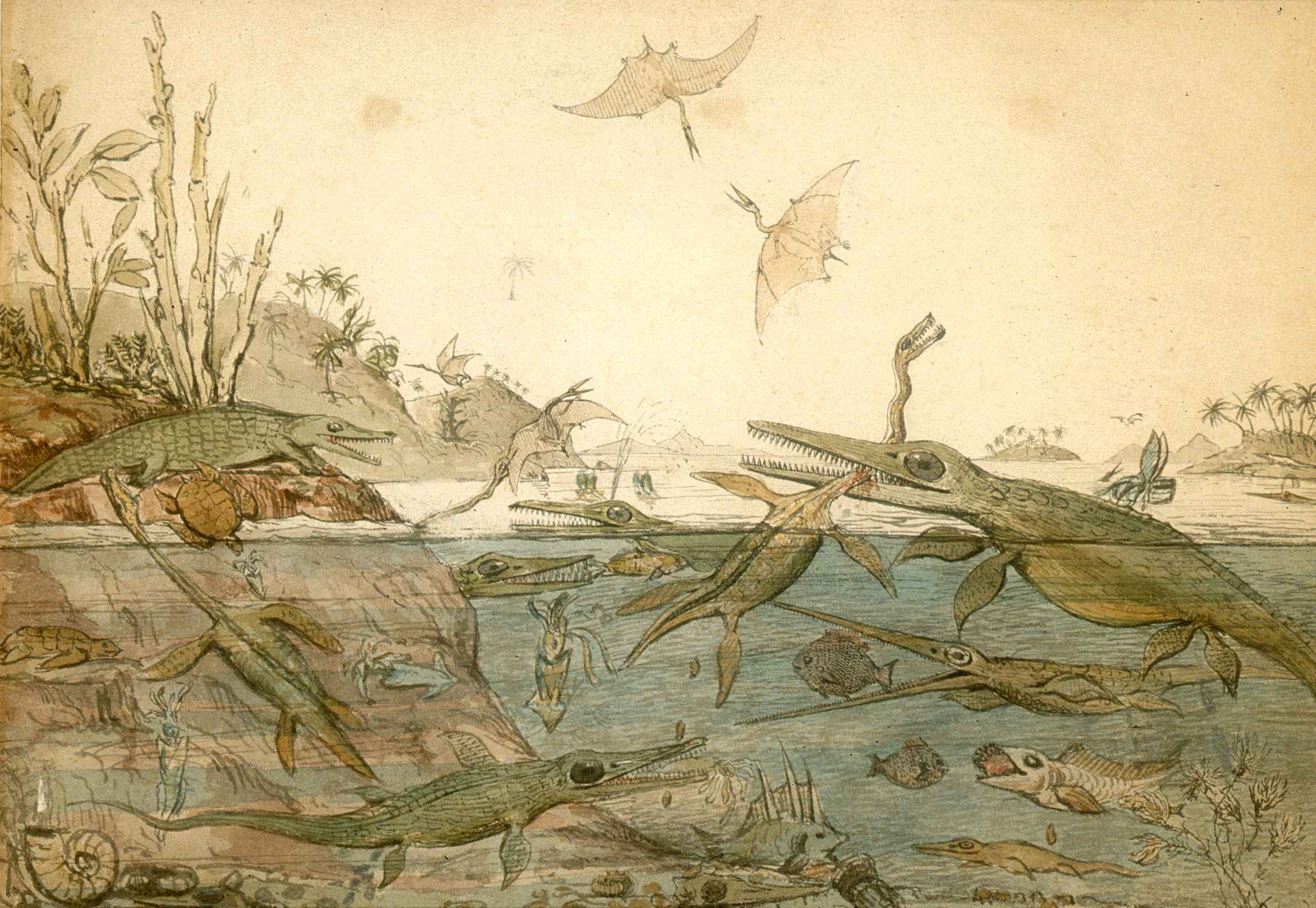
Duria antiquior

In 2008 was het zover en de Britse paleontoloog Roger Benson gaf, op grond van zijn nieuwste en meest uitgebreide kladistische analyse van de Megalosauridae, het fossiel een eigen geslacht: Duriavenator, een combinatie van de vindplaats Dorset, Duria in het Latijn, en venator, Latijn voor "jager", een verwijzing naar het feit dat de theropoden roofsauriërs waren. Indirect verwijst Duria ook naar de allereerste paleontologische illustratie, Duria antiquior, een beroemde gewassen pentekening uit 1830 van Henry Thomas De la Bèche. De typesoort blijft Megalosaurus hesperis, de combinatio nova is Duriavenator hesperis. Benson had de fossielen nog verder laten prepareren door Scott Moore-Fay.
Een taxonomische curiositeit is dat het fossiel al in 1994 en 1995 een eigen geslacht kreeg toegewezen, op basis van een ongepubliceerd manuscript van Samuel Paul Welles en Jaime Emilio Powell uit de jaren zeventig, Archosauromorpha: Cladistics and osteologies, geopenbaard door Stephan Pickering: "Walkersaurus", een verwijzing naar Alick Walker; maar die naam en die van de soort "Walkersaurus hesperis" is een nomen non rite publicatum  want werd gepubliceerd in verschillende nieuwsbrieven, niet in een oplage van boeken of tijdschriften zoals toen vereist was.

## Beschrijving

### Grootte en onderscheidende kenmerken
Duriavenator was een middelgrote roofsauriër die volgens oude schattingen zo'n negen meter lang was; volgens Benson minstens een derde korter, zo'n vijf meter. Gregory S. Paul hield het in 2010 op zeven meter, met een gewicht van één ton. Het schedelfragment is ongeveer veertig centimeter lang.
Waldman had in 1974 geen eigenschappen aangegeven die werkelijk onderscheidend waren, behalve het aantal tanden. Benson fundeerde zijn naamgeving op het vinden van twee unieke afgeleide kenmerken, autapomorfieën. De maxilla had een diepe groeve in de bovenkant van de tak naar het jukbeen. Er bevinden zich kleine gaatjes op de onderkant van het raakvlak van de praemaxilla met het bovenkaaksbeen.
Verder vond Benson verschillende kenmerken die de positie van Duriavenator verduidelijkten. Hij kon bevestigen dat het taxon afweek van Megalosaurus. Er is een vergrote, min of meer ronde derde tandkas bij het dentarium. De voorste tanden van het dentarium hellen schuin naar voren. De fossa Meckeliana, een horizontale tog aan de binnenzijde van de onderkaak, is doorboord door twee kleine aderkanalen waarvan de voorste vrijwel direct voor de achterste ligt. De trog loopt naar voren uit in een nauwere groeve; deze laatste wordt aan de onderzijde begrensd door een opvallende opstaande lipvormige beenrichel. De ondersteunende interdentaalplaten aan de achterzijde van de tanden zijn lager. Er zijn ook typisch tetanure kenmerken. De voorste tak van het bovenkaaksbeen is lang. De tanden hebben een email bedekt met bandvormige horizontale rimpels. In de uitholling voor de fenestra antorbitalis ligt vooraan een kleiner venster, de fenestra maxillaris: deze is aan de binnenzijde gesloten. De horizontale groeve aan de binnenkant van de onderkaak, direct onder de tandlijn, is vooraan breed, een duidelijke scheiding veroorzakend tussen de interdentaalplaten en de binnenwand.

### Skelet

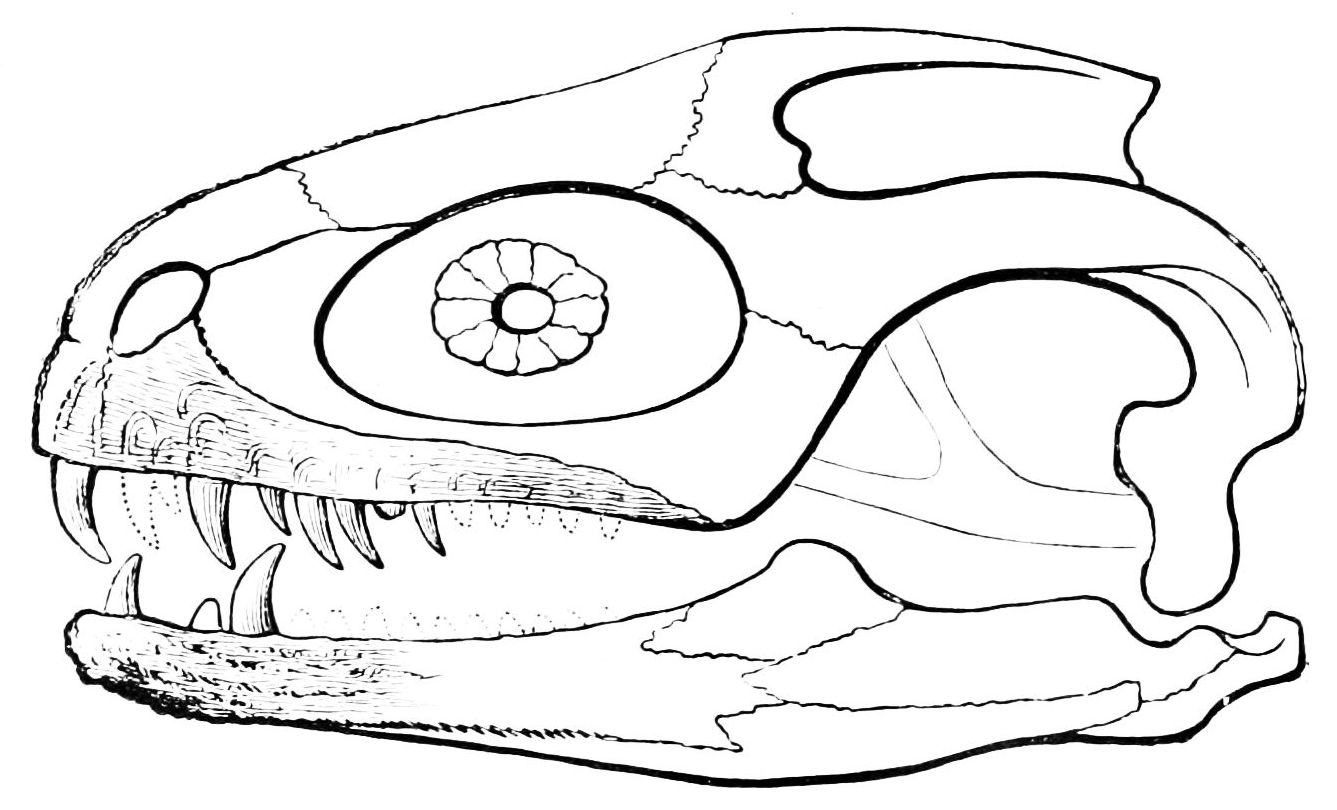
Het fossiel van Duriavenator versterkte het volledig foute beeld dat Owen van de schedel van Megalosaurus had

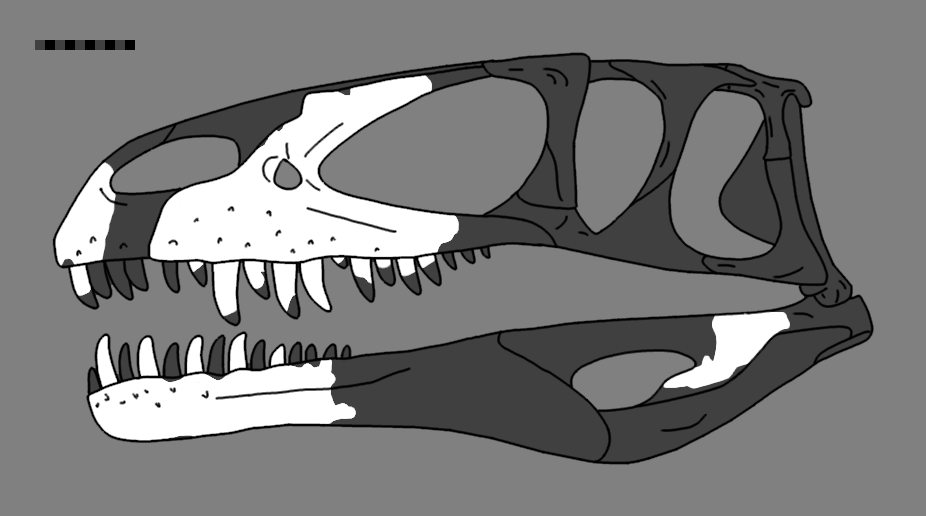
Ter vergelijking de gevonden beenderen op ongeveer hun juiste positie: de echte oogkas ligt achter de grote schedelopening

#### Schedel
De praemaxilla draagt minstens vier tanden. Walker had volgens Waldman gesuggereerd dat het er weleens vijf zouden kunnen zijn. Waldman vond er echter maar vier. Daarna werd het stuk door hem met dat uitgangspunt opnieuw geprepareerd. Ook Owens illustratie toont er maar vier. Benson betreurde dat eerdere afgietsels en foto's maar twee tanden laten zien zodat de oorspronkelijke toestand door hem niet meer gecontroleerd kon worden. Hij wees er echter op dat een aantal van vijf uniek zou zijn voor de hele Spinosauroidea. De tweede premaxillaire tand is relatief sterk afgeplat, met de breedte overdwars 63% van de breedte van voor naar achter. De voorste tak van de praemaxilla maakt een hoek van 50° met de onderrand, wat relatief steil is. De praemaxilla heeft intern een forse lage driehoekige tak richting verhemeltebeen. Wat hoger is er naar binnen toe een gevorkte tak onder het neusgat, waarvan de binnenste vork de kortste en dikste is. Het raakvlak met het bovenkaaksbeen vormt een holle curve overdwars. Elf grotere, met een diameter van twee millimeter, en talrijke kleinere foramina doorboren dit vlak. Dit is een afgeleid kenmerk dat men niet zou verwachten bij een zo basale tetanuur, de reden het als een autapomorfie te zien.

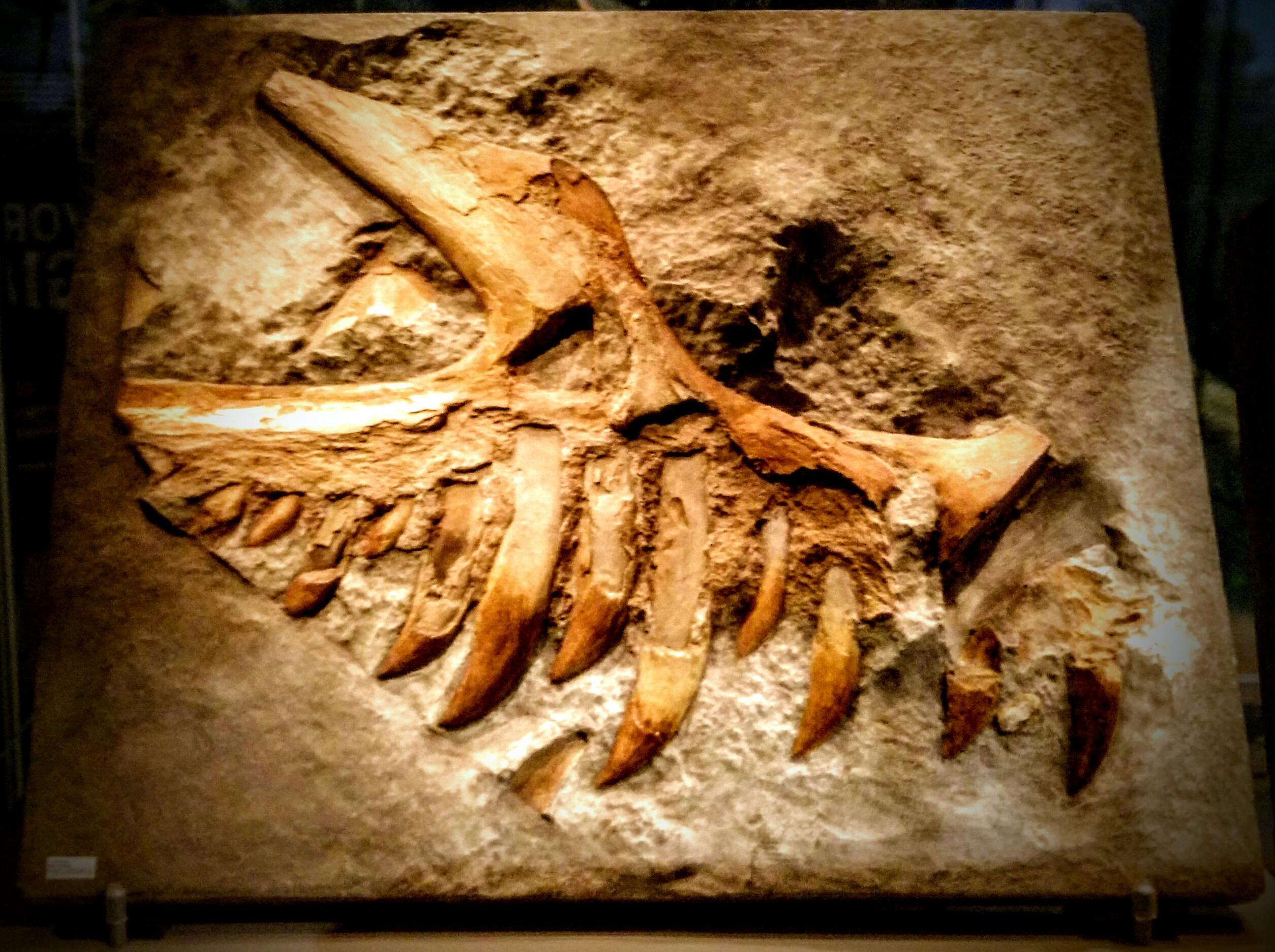
Afgietsel van de bovenkaak

De voorste tak van het bovenkaaksbeen is even lang als hoog, een afgeleid kenmerk. Een kleine rechthoekige beenflap bedekt de naad met de praemaxilla. Het gespleten bovenkaaksbeen toont twee luchtkamers. De voorste komt vermoedelijk overeen met de fenestra maxillaris die dan een doodlopende tunnel moet hebben gevormd. De  achterste lijkt een pneumatisering in de bovenzijde van de achterste tak te zijn geweest. Deze heeft de vorm van een enkelvoudige langwerpige groeve met foramina. Verwanten hebben soms twee kleinere ovale groeven. De binnenwand van de maxilla is glad. Het bovenkaaksbeen draagt minstens dertien tanden. Waldman schatte het totaal op zestien tot achttien. Benson schatte het op veertien tot zestien, terwijl Megalosaurus er hoogstens dertien zou hebben gehad. De tanden zijn relatief lang en langwerpig. Het fossiel overdrijft dit kenmerk echter doordat de tandwortels blootliggen. Ze zijn matig afgeplat voor maxillaire tanden, met de breedte overdwars 45% van de breedte van voor naar achter. Ze hebben zwakke verticale rimpels en net zichtbare lage brede horizontale banden. Tussen de vertandingen liggen korte groefjes aan beide snijranden, terwijl die bij megalosauriden vaak alleen aan de achterrand aanwezig zijn. De achterzijde heeft over de volle lengte een snijrand, de voorzijde maar tot de halve hoogte waarbij de kartelingen slechts het onderste vijfde deel beslaan. Deze vertandingen zijn rechthoekig, met de lengteas horizontaal, en staan iets schuin naar het spits gericht. Ze hebben een buitenrand met een dubbele bolling. Ook de vertandingen van de achterrand, acht tot dertien per strekkende vijf millimeter, zijn rechthoekig. Aan de onderste binnenzijde bevindt zich middenin een holte waar de vervangingstand tegen rust. De interdentaalplaten zijn vijfhoekig en onvergroeid, tot aan de kaakrand doorlopend. Hun binnenzijde heeft ondiepe groeven en putjes. De langste plaat ligt tussen de tweede en derde tandkas; naar achteren nemen ze in lengte af. De langste, derde maxillaire, tand heeft inclusief wortel een lengte van dertien centimeter. In het algemeen zijn de tanden van Duriavenator niet erg onderscheidend. Een statistische analyse in 2014 van hun vormeigenschappen kon maar 40% van de tanden van het fossiel eenduidig aan het geslacht toewijzen. Er was een overlapping met de vorm van de tanden van Megalosaurus.
Opmerkelijk is dat Owen, die al eerder het cranium van Megalosaurus gemodelleerd had op de schedel van een varaan, ook hier de fenestra antorbitalis voor de oogkas aanzag, een fout die hij had kunnen vermijden door de schedel van Eustreptospondylus als vergelijkingsmateriaal te kiezen. Hij nam echter niet aan dat de ogen gigantisch groot waren maar vanuit een volgende vergissing: stukken van de dunne beenwand van de uitholling van de fenestra antorbitalis interpreteerde hij als delen van de scleraalring die wezen op een doorsnede van de oogbol van vijf centimeter. Overigens ontdekte ook Benson een beenfragment in het venster dat hij niet kon identificeren.
Van het verhemelte is alleen een stuk van een voorste ploegschaarbeen bewaard. Het lijkt erg op dat van Allosaurus. Owen begreep nog niet wat het botfragment, dat niet in positie lag, vertegenwoordigde. Walker suggereerde dat het om een ploegschaarbeen ofwel vomer zou kunnen gaan, wat Waldman onder voorbehoud overnam. Benson had geen twijfel meer over deze identificatie.

#### Onderkaken

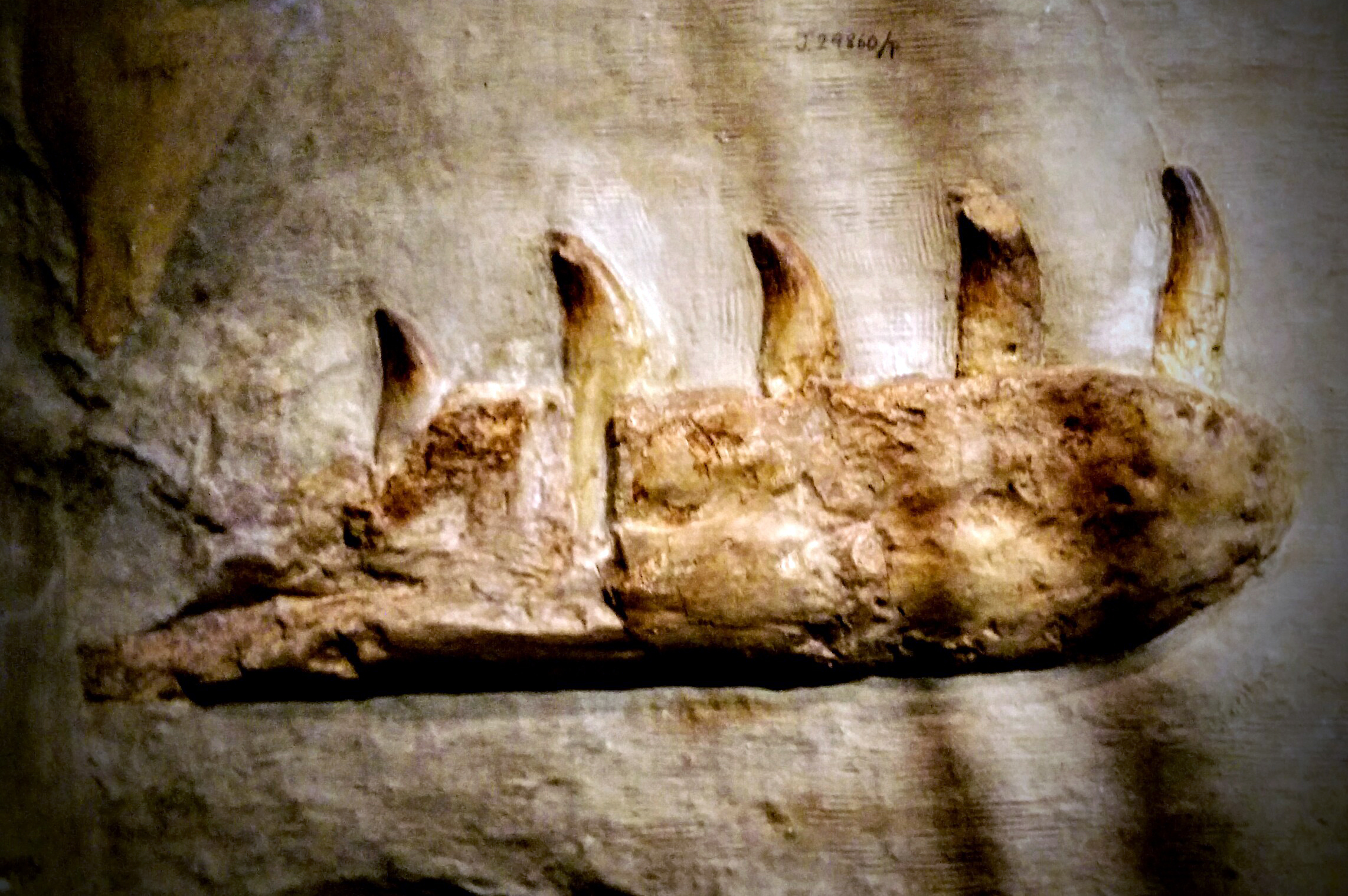
Afgietsel van de rechteronderkaak

Waldman schatte een totaal van zeventien of achttien dentaire tanden. Benson dacht dat het er niet meer dan veertien of vijftien waren. De voorste dentaire tand heeft een lengte van zes centimeter en de tanden van het dentarium zijn opvallend lang, maar iets korter dan de maxillaire, en wijd uit elkaar staand. Dat wil overigens niet zeggen dat ze erg langwerpig zijn: de lengte van de kroon is tweemaal de breedte. De voorste tanden hebben acht tot negen kartelingen per strekkende vijf millimeter. De voorste tandkassen hebben een ronde dwarsdoorsnede. De voorste tanden helden iets naar voren. De derde tand moet de grootste geweest zijn. De nog aanwezige tweede tand was in 2008, en nog steeds in 2014, de enige volgroeide voorste voorste dentaire tand die van de Spinosauroidea bekend was. De tandkassen vormen zwellingen op de buitenzijde van de kaakrand. De interdentaalplaten lijken op die van de bovenkaken. Vooraan, tot en met de vierde tand, worden ze van de kaakwand gescheiden door een brede paradentaalgroeve. De brede en ondiepe fossa Meckeliana loopt schuin naar voren en beneden. Van de twee doorborende foramina bij het voorste uiteinde van de groeve ligt de voorste hoger. Deze foramina zijn ongeveer ovaal in profiel waarbij de lengteas horizontaal loopt. De buitenwand van het dentarium is glad. Vooraan liggen de foramina van veertien aderkanalen, op onregelmatige afstand van elkaar. Meer naar achteren bevindt zich iets boven de middelste hoogte een groeve met onderin spleetvormige foramina. Die openen schuin naar boven zodat ze in zijaanzicht niet zichtbaar zijn. Deze groeve is diep maar niet scherp ingesneden zoals bij Dubreuillosaurus, Eustreptospondylus en Magnosaurus wel het geval is.
Van het surangulare van de rechterzijde is slechts een voorste beenplaat over met een bolle voorste onderrand. Op de bovenrand bevindt zich aan de binnenzijde een groeve waar het coronoïde inpaste.

## Fylogenie
Als soort van Megalosaurus zag Waldman M. hesperis ook als een lid van de Megalosauridae. Het grote verschil met Allosaurus vond hij een aanwijzing dat een aparte Allosauridae onderscheiden moest worden, wat later onderzoek bevestigde. 
In 2008 waren er veel meer gegevens bekend om de verwantschappen te bepalen, hoewel Benson geen exacte kladistische analyse uitvoerde. De synapomorfieën, gedeelde kenmerken die uniek zijn voor een bepaalde verwantschapsgroep, wijzen er op dat Duriavenator een lid was van de klade Tetanurae en meer bepaaldelijk van de klade Megalosauridae. Duriavenator zou volgens Benson ook een van de oudste bekende soorten zijn waarvan het echt zeker is dat ze tot de Tetanurae behoren. Een analyse van Mathew Carrano uit 2012 vond Duriavenator als een basaal lid van de Megalosaurinae. Dit is echter niet zeer zeker aangezien een verschil van slechts één kenmerk voldoende geweest zou zijn om de soort in de Afrovenatorinae te plaatsen en de gevonden resten zo beperkt zijn dat de rest van het skelet zeer wel een meerderheid aan afrovenatorine synapomorfieën zou kunnen bevatten.
Het volgende kladogram geeft de plaats van Duriavenator in de evolutionaire stamboom volgens de studie van Mathew Carrano.
|  | Eustreptospondylus |
|  |                    |

|  | Duriavenator                                                 |
|  |                                                              |
|  | \| \| Megalosaurus \| \| \| \| \| \| Torvosaurus \| \| \| \| |
|  |                                                              |
|  | Megalosaurus                                                 |
|  |                                                              |
|  | Torvosaurus                                                  |
|  |                                                              |

|  | Megalosaurus |
|  |              |
|  | Torvosaurus  |
|  |              |

|  | Dubreuillosaurus |
|  |                  |
|  | Magnosaurus      |
|  |                  |

|  | Leshansaurus   |
|  |                |
|  | Piveteausaurus |
|  |                |

|  | Dubreuillosaurus |
|  |                  |
|  | Magnosaurus      |
|  |                  |

|  | Leshansaurus   |
|  |                |
|  | Piveteausaurus |
|  |                |

|  | Duriavenator                                                 |
|  |                                                              |
|  | \| \| Megalosaurus \| \| \| \| \| \| Torvosaurus \| \| \| \| |
|  |                                                              |
|  | Megalosaurus                                                 |
|  |                                                              |
|  | Torvosaurus                                                  |
|  |                                                              |

|  | Megalosaurus |
|  |              |
|  | Torvosaurus  |
|  |              |

|  | Dubreuillosaurus |
|  |                  |
|  | Magnosaurus      |
|  |                  |

|  | Leshansaurus   |
|  |                |
|  | Piveteausaurus |
|  |                |

|  | Dubreuillosaurus |
|  |                  |
|  | Magnosaurus      |
|  |                  |

|  | Leshansaurus   |
|  |                |
|  | Piveteausaurus |
|  |                |

|  | Eustreptospondylus |
|  |                    |

|  | Duriavenator                                                 |
|  |                                                              |
|  | \| \| Megalosaurus \| \| \| \| \| \| Torvosaurus \| \| \| \| |
|  |                                                              |
|  | Megalosaurus                                                 |
|  |                                                              |
|  | Torvosaurus                                                  |
|  |                                                              |

|  | Megalosaurus |
|  |              |
|  | Torvosaurus  |
|  |              |

|  | Dubreuillosaurus |
|  |                  |
|  | Magnosaurus      |
|  |                  |

|  | Leshansaurus   |
|  |                |
|  | Piveteausaurus |
|  |                |

|  | Dubreuillosaurus |
|  |                  |
|  | Magnosaurus      |
|  |                  |

|  | Leshansaurus   |
|  |                |
|  | Piveteausaurus |
|  |                |

|  | Duriavenator                                                 |
|  |                                                              |
|  | \| \| Megalosaurus \| \| \| \| \| \| Torvosaurus \| \| \| \| |
|  |                                                              |
|  | Megalosaurus                                                 |
|  |                                                              |
|  | Torvosaurus                                                  |
|  |                                                              |

|  | Megalosaurus |
|  |              |
|  | Torvosaurus  |
|  |              |

|  | Dubreuillosaurus |
|  |                  |
|  | Magnosaurus      |
|  |                  |

|  | Leshansaurus   |
|  |                |
|  | Piveteausaurus |
|  |                |

|  | Dubreuillosaurus |
|  |                  |
|  | Magnosaurus      |
|  |                  |

|  | Leshansaurus   |
|  |                |
|  | Piveteausaurus |
|  |                |

|  | Eustreptospondylus |
|  |                    |

|  | Duriavenator                                                 |
|  |                                                              |
|  | \| \| Megalosaurus \| \| \| \| \| \| Torvosaurus \| \| \| \| |
|  |                                                              |
|  | Megalosaurus                                                 |
|  |                                                              |
|  | Torvosaurus                                                  |
|  |                                                              |

|  | Megalosaurus |
|  |              |
|  | Torvosaurus  |
|  |              |

|  | Dubreuillosaurus |
|  |                  |
|  | Magnosaurus      |
|  |                  |

|  | Leshansaurus   |
|  |                |
|  | Piveteausaurus |
|  |                |

|  | Dubreuillosaurus |
|  |                  |
|  | Magnosaurus      |
|  |                  |

|  | Leshansaurus   |
|  |                |
|  | Piveteausaurus |
|  |                |

|  | Duriavenator                                                 |
|  |                                                              |
|  | \| \| Megalosaurus \| \| \| \| \| \| Torvosaurus \| \| \| \| |
|  |                                                              |
|  | Megalosaurus                                                 |
|  |                                                              |
|  | Torvosaurus                                                  |
|  |                                                              |

|  | Megalosaurus |
|  |              |
|  | Torvosaurus  |
|  |              |

|  | Dubreuillosaurus |
|  |                  |
|  | Magnosaurus      |
|  |                  |

|  | Leshansaurus   |
|  |                |
|  | Piveteausaurus |
|  |                |

|  | Dubreuillosaurus |
|  |                  |
|  | Magnosaurus      |
|  |                  |

|  | Leshansaurus   |
|  |                |
|  | Piveteausaurus |
|  |                |

|  | Eustreptospondylus |
|  |                    |

|  | Duriavenator                                                 |
|  |                                                              |
|  | \| \| Megalosaurus \| \| \| \| \| \| Torvosaurus \| \| \| \| |
|  |                                                              |
|  | Megalosaurus                                                 |
|  |                                                              |
|  | Torvosaurus                                                  |
|  |                                                              |

|  | Megalosaurus |
|  |              |
|  | Torvosaurus  |
|  |              |

|  | Dubreuillosaurus |
|  |                  |
|  | Magnosaurus      |
|  |                  |

|  | Leshansaurus   |
|  |                |
|  | Piveteausaurus |
|  |                |

|  | Dubreuillosaurus |
|  |                  |
|  | Magnosaurus      |
|  |                  |

|  | Leshansaurus   |
|  |                |
|  | Piveteausaurus |
|  |                |

|  | Duriavenator                                                 |
|  |                                                              |
|  | \| \| Megalosaurus \| \| \| \| \| \| Torvosaurus \| \| \| \| |
|  |                                                              |
|  | Megalosaurus                                                 |
|  |                                                              |
|  | Torvosaurus                                                  |
|  |                                                              |

|  | Megalosaurus |
|  |              |
|  | Torvosaurus  |
|  |              |

|  | Dubreuillosaurus |
|  |                  |
|  | Magnosaurus      |
|  |                  |

|  | Leshansaurus   |
|  |                |
|  | Piveteausaurus |
|  |                |

|  | Dubreuillosaurus |
|  |                  |
|  | Magnosaurus      |
|  |                  |

|  | Leshansaurus   |
|  |                |
|  | Piveteausaurus |
|  |                |

|  | Eustreptospondylus |
|  |                    |

|  | Duriavenator                                                 |
|  |                                                              |
|  | \| \| Megalosaurus \| \| \| \| \| \| Torvosaurus \| \| \| \| |
|  |                                                              |
|  | Megalosaurus                                                 |
|  |                                                              |
|  | Torvosaurus                                                  |
|  |                                                              |

|  | Megalosaurus |
|  |              |
|  | Torvosaurus  |
|  |              |

|  | Dubreuillosaurus |
|  |                  |
|  | Magnosaurus      |
|  |                  |

|  | Leshansaurus   |
|  |                |
|  | Piveteausaurus |
|  |                |

|  | Dubreuillosaurus |
|  |                  |
|  | Magnosaurus      |
|  |                  |

|  | Leshansaurus   |
|  |                |
|  | Piveteausaurus |
|  |                |

|  | Duriavenator                                                 |
|  |                                                              |
|  | \| \| Megalosaurus \| \| \| \| \| \| Torvosaurus \| \| \| \| |
|  |                                                              |
|  | Megalosaurus                                                 |
|  |                                                              |
|  | Torvosaurus                                                  |
|  |                                                              |

|  | Megalosaurus |
|  |              |
|  | Torvosaurus  |
|  |              |

|  | Dubreuillosaurus |
|  |                  |
|  | Magnosaurus      |
|  |                  |

|  | Leshansaurus   |
|  |                |
|  | Piveteausaurus |
|  |                |

|  | Dubreuillosaurus |
|  |                  |
|  | Magnosaurus      |
|  |                  |

|  | Leshansaurus   |
|  |                |
|  | Piveteausaurus |
|  |                |

|  | Eustreptospondylus |
|  |                    |

|  | Duriavenator                                                 |
|  |                                                              |
|  | \| \| Megalosaurus \| \| \| \| \| \| Torvosaurus \| \| \| \| |
|  |                                                              |
|  | Megalosaurus                                                 |
|  |                                                              |
|  | Torvosaurus                                                  |
|  |                                                              |

|  | Megalosaurus |
|  |              |
|  | Torvosaurus  |
|  |              |

|  | Dubreuillosaurus |
|  |                  |
|  | Magnosaurus      |
|  |                  |

|  | Leshansaurus   |
|  |                |
|  | Piveteausaurus |
|  |                |

|  | Dubreuillosaurus |
|  |                  |
|  | Magnosaurus      |
|  |                  |

|  | Leshansaurus   |
|  |                |
|  | Piveteausaurus |
|  |                |

|  | Duriavenator                                                 |
|  |                                                              |
|  | \| \| Megalosaurus \| \| \| \| \| \| Torvosaurus \| \| \| \| |
|  |                                                              |
|  | Megalosaurus                                                 |
|  |                                                              |
|  | Torvosaurus                                                  |
|  |                                                              |

|  | Megalosaurus |
|  |              |
|  | Torvosaurus  |
|  |              |

|  | Dubreuillosaurus |
|  |                  |
|  | Magnosaurus      |
|  |                  |

|  | Leshansaurus   |
|  |                |
|  | Piveteausaurus |
|  |                |

|  | Dubreuillosaurus |
|  |                  |
|  | Magnosaurus      |
|  |                  |

|  | Leshansaurus   |
|  |                |
|  | Piveteausaurus |
|  |                |

|  | Eustreptospondylus |
|  |                    |

|  | Duriavenator                                                 |
|  |                                                              |
|  | \| \| Megalosaurus \| \| \| \| \| \| Torvosaurus \| \| \| \| |
|  |                                                              |
|  | Megalosaurus                                                 |
|  |                                                              |
|  | Torvosaurus                                                  |
|  |                                                              |

|  | Megalosaurus |
|  |              |
|  | Torvosaurus  |
|  |              |

|  | Dubreuillosaurus |
|  |                  |
|  | Magnosaurus      |
|  |                  |

|  | Leshansaurus   |
|  |                |
|  | Piveteausaurus |
|  |                |

|  | Dubreuillosaurus |
|  |                  |
|  | Magnosaurus      |
|  |                  |

|  | Leshansaurus   |
|  |                |
|  | Piveteausaurus |
|  |                |

|  | Duriavenator                                                 |
|  |                                                              |
|  | \| \| Megalosaurus \| \| \| \| \| \| Torvosaurus \| \| \| \| |
|  |                                                              |
|  | Megalosaurus                                                 |
|  |                                                              |
|  | Torvosaurus                                                  |
|  |                                                              |

|  | Megalosaurus |
|  |              |
|  | Torvosaurus  |
|  |              |

|  | Dubreuillosaurus |
|  |                  |
|  | Magnosaurus      |
|  |                  |

|  | Leshansaurus   |
|  |                |
|  | Piveteausaurus |
|  |                |

|  | Dubreuillosaurus |
|  |                  |
|  | Magnosaurus      |
|  |                  |

|  | Leshansaurus   |
|  |                |
|  | Piveteausaurus |
|  |                |

|  | Eustreptospondylus |
|  |                    |

|  | Duriavenator                                                 |
|  |                                                              |
|  | \| \| Megalosaurus \| \| \| \| \| \| Torvosaurus \| \| \| \| |
|  |                                                              |
|  | Megalosaurus                                                 |
|  |                                                              |
|  | Torvosaurus                                                  |
|  |                                                              |

|  | Megalosaurus |
|  |              |
|  | Torvosaurus  |
|  |              |

|  | Dubreuillosaurus |
|  |                  |
|  | Magnosaurus      |
|  |                  |

|  | Leshansaurus   |
|  |                |
|  | Piveteausaurus |
|  |                |

|  | Dubreuillosaurus |
|  |                  |
|  | Magnosaurus      |
|  |                  |

|  | Leshansaurus   |
|  |                |
|  | Piveteausaurus |
|  |                |

|  | Duriavenator                                                 |
|  |                                                              |
|  | \| \| Megalosaurus \| \| \| \| \| \| Torvosaurus \| \| \| \| |
|  |                                                              |
|  | Megalosaurus                                                 |
|  |                                                              |
|  | Torvosaurus                                                  |
|  |                                                              |

|  | Megalosaurus |
|  |              |
|  | Torvosaurus  |
|  |              |

|  | Dubreuillosaurus |
|  |                  |
|  | Magnosaurus      |
|  |                  |

|  | Leshansaurus   |
|  |                |
|  | Piveteausaurus |
|  |                |

|  | Dubreuillosaurus |
|  |                  |
|  | Magnosaurus      |
|  |                  |

|  | Leshansaurus   |
|  |                |
|  | Piveteausaurus |
|  |                |